# Mazan
Mazan ist eine französische Gemeinde mit 6.272 Einwohnern (Stand 1. Januar 2022) im Département Vaucluse in der Region Provence-Alpes-Côte d’Azur.

## Lage
Mazan liegt an der Südflanke des Mont Ventoux, sechs Kilometer von Carpentras und etwa 20 Kilometer von Avignon entfernt. Durch den Ort fließt der Auzon. Das Gemeindegebiet gehört zum Regionalen Naturpark Mont-Ventoux.

## Geschichte
Das erste Mal erwähnt wurde Mazan im Jahr 982 unter dem Namen Villa Madazano.
Mazan war lange Zeit ein Lehen des Hauses Sade.
Für landesweites und internationales Aufsehen sorgten ab 2020 die Ermittlungen und Gerichtsverfahren rund um die Vergewaltigungen von Mazan.

## Städtepartnerschaften
1986 schloss Mazan ein Partnerschaftsabkommen mit der Schweizer Gemeinde Moudon im Kanton Waadt.

## Sehenswürdigkeiten
Das 1634 von Jean-Baptiste de Sade erbaute Château de Sade diente seinerzeit als Bühne für einige Theaterstücke. Über die Porte de Carpentras gelangt man in die große Halle des alten Rathauses. In der Grand Rue fällt das Hôtel de Valette durch sein Renaissance-Portal und einer Statuennische auf. Auf dem Platz der Kirche Saint-Nazaire-et-Saint-Celse befindet sich ein Rundturm, der Überrest eines feudalen Schlosses. Nach dem Einsturz der Empore 1801 wurde die Kirche neu aufgebaut, wobei nur ihr Glockenturm, ihr Kirchenschiff und ihr Portal aus dem 14. Jahrhundert erhalten geblieben sind.

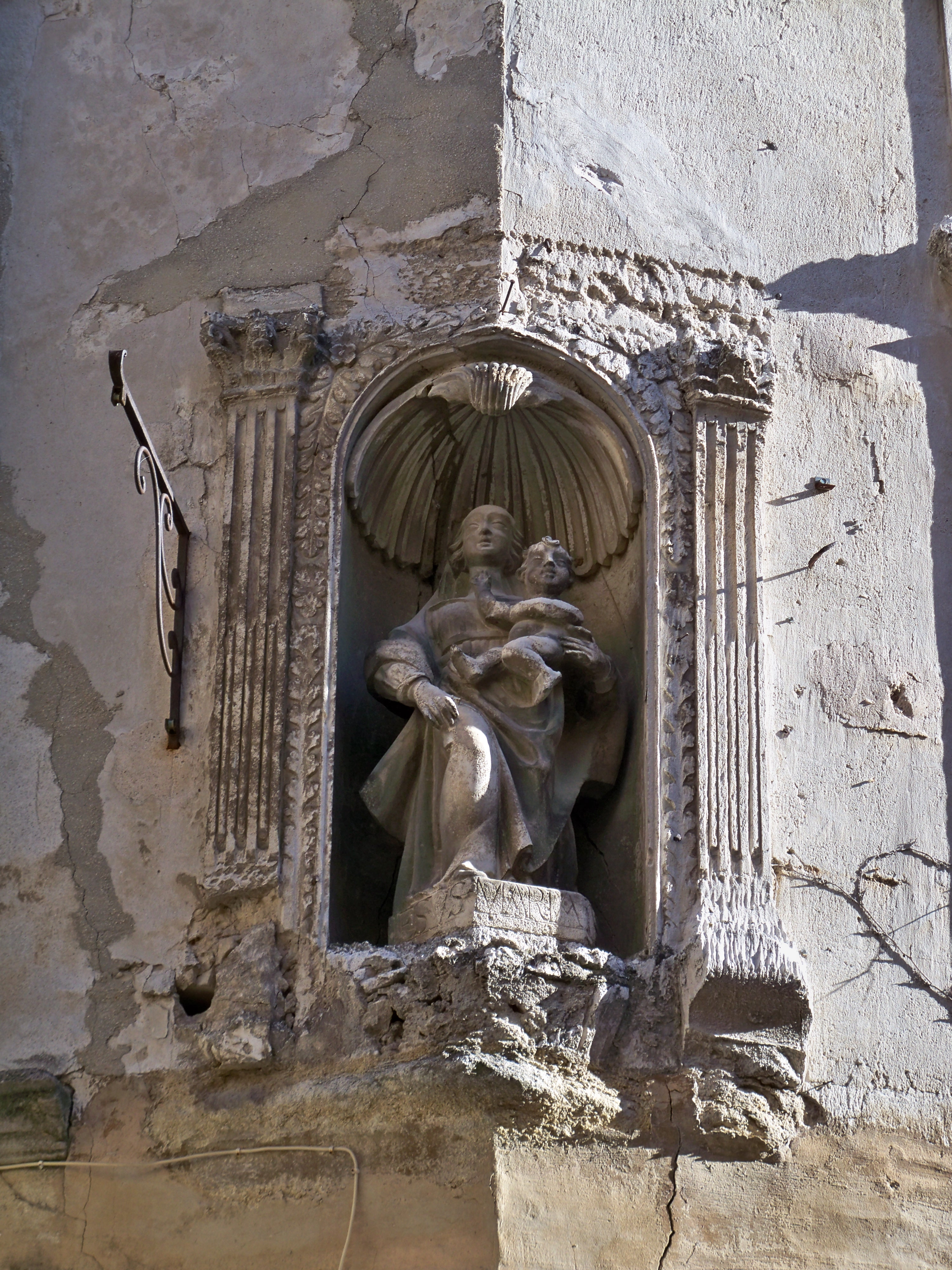
Statuennische am Hôtel de Valette
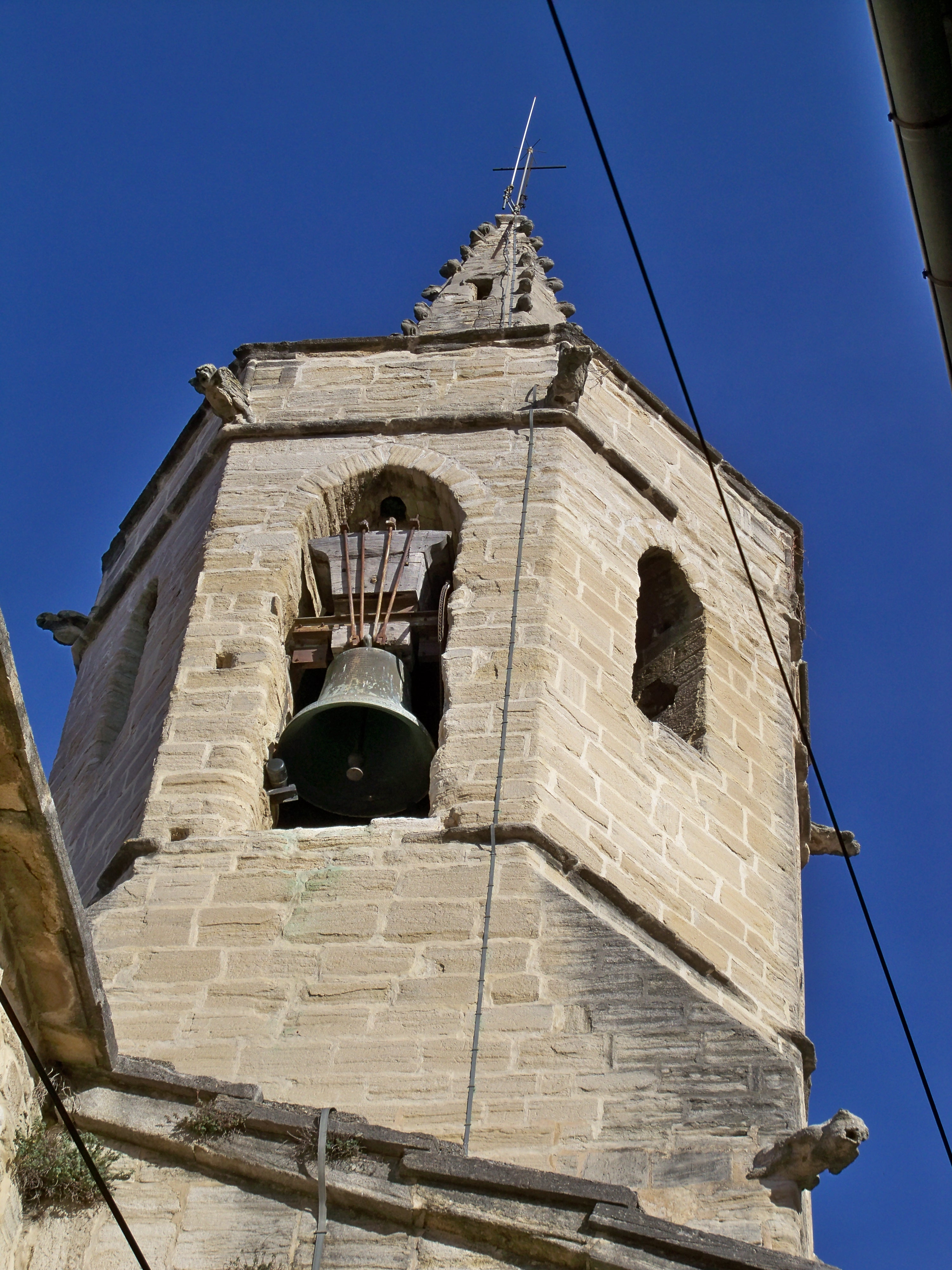
Glockenturm der Kirche Saint-Nazaire-et-Saint-Celse

Museum
Das Gemeindemuseum (Musée municipal Camille Pautet) ist in der Chapelle des Pénitents Blancs untergebracht und befasst sich mit dem ländlichen Leben in all seinen Aspekten. An der Decke veranschaulichen Gemälde des Malers Salomon aus dem Jahr 1697 das Leben der Jungfrau Maria. Ein Gemeindebackofen aus dem 14. Jahrhundert wurde 1980 im Innenhof des Museums wieder aufgestellt.
Friedhof

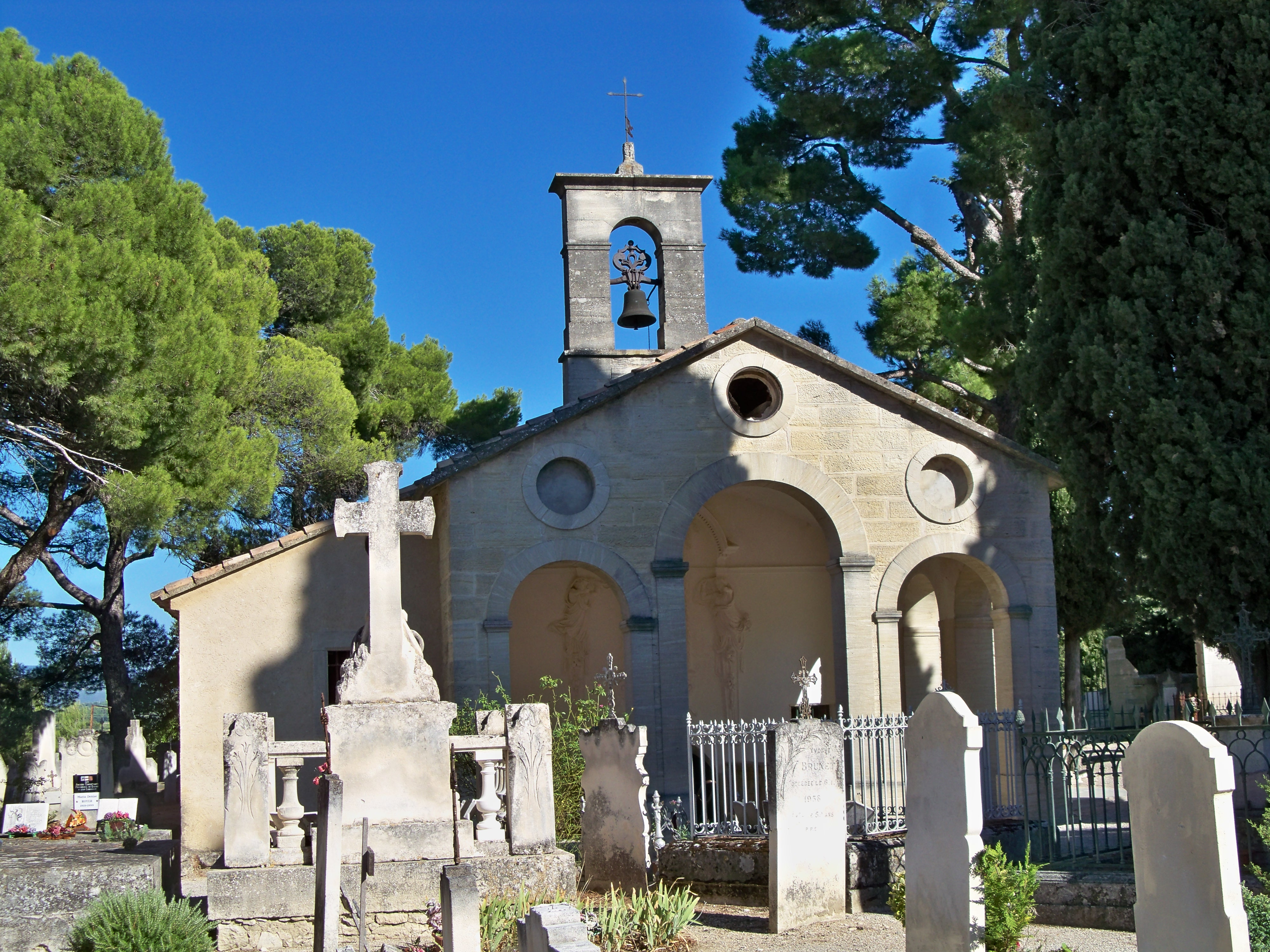
Kapelle Notre-Dame-de-Pareloup mit Friedhof

Der Friedhof beherbergt die romanische Kapelle Notre-Dame-de-Pareloup, welche die ursprüngliche Pfarrkirche war. Dieser Name wurde ihr im 15. Jahrhundert gegeben, um die Bewohner zu beruhigen, die befürchteten, dass die Wölfe kommen und die Leichen der Toten verschlingen würden. Die Umfriedung wird von 64 Sarkophagen aus dem 5. und 6. Jahrhundert gesäumt, die in verschiedenen Nekropolen entdeckt wurden.
Kapelle Notre-Dame-la-Brune
Die Kapelle wurde im 18. Jahrhundert an der Stelle wiedererrichtet, an der sie sich schon 300 Jahre zuvor befunden hatte. Sie enthält eine Statue der Schwarzen Madonna und einige Exvotos. Die Kapelle grenzt an den chemin Mercardier, der dem Verlauf einer alten gallorömischen Straße folgt.

## Kultur
Càrri de Mazan

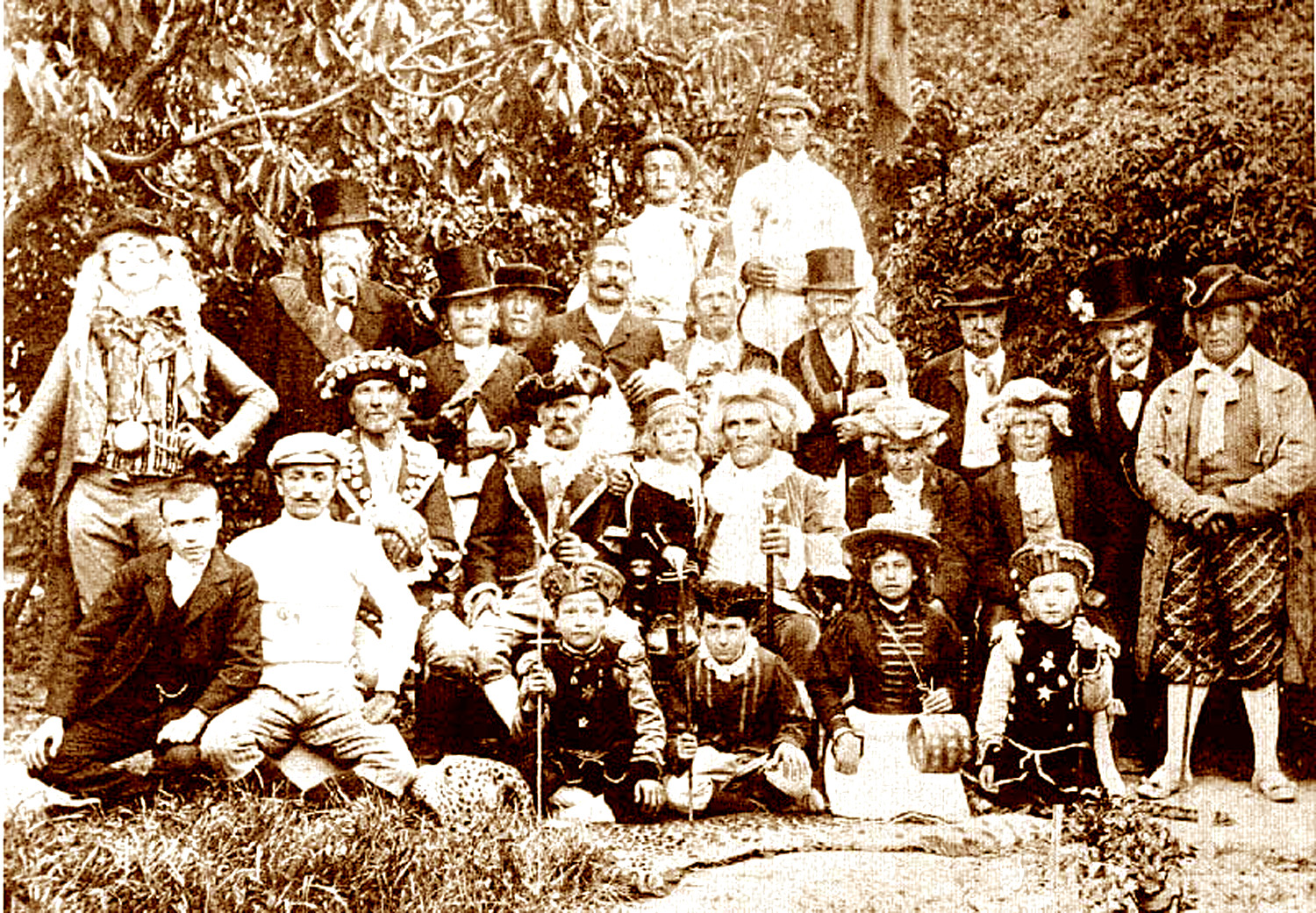
Darsteller von 1898

Alle zehn oder zwanzig Jahre im Juli wird im Dorf der Càrri de Mazan, ein großes traditionelles Volksfest, abgehalten. Seit 1725 macht sich die Bevölkerung von Mazan mit einem großen Festumzug über die alten Herren und Konsuln lustig, die das einfache Volk mit hohen Steuern und einem übermäßigen Lebensstil verärgerten. Der Höhepunkt des Umzugs stellt der von mehr als zwanzig Pferden gezogene Lou Càrri, der Wagen des Herren, dar. Die letzte Parade mit 100 Pferden, 300 Darstellern und über 10.000 Zuschauern fand am 18. Juli 2010 statt.